# MAC³PARK Stadion
Il MAC³PARK Stadion è uno stadio di calcio situato a Zwolle, nei Paesi Bassi. È stato inaugurato il 29 agosto 2009 e ha una capacità di circa tredicimila spettatori. È utilizzato dal PEC Zwolle in sostituzione del vecchio Oosterenkstadion.